# طهمورثات
طهمورثات، روستایی از توابع بخش رودشت شهرستان ورزنه در استان اصفهان ایران است. فاصله این روستا تا شهر تاریخی ورزنه ۲۳ کیلومتر است.

## جمعیت
این روستا در دهستان کفرود قرار دارد و براساس سرشماری مرکز آمار ایران در سال ۱۳۸۵، جمعیت آن ۳۱۲ نفر (۹۰خانوار) بوده‌است.